# Rocío Igarzábal
Rocío Igarzábal, surnommée « Rochi Igarzábal»  née le 24 août 1989 à Buenos Aires,  est une actrice, chanteuse et top model argentine. Elle est particulièrement connue pour son rôle de Valeria « Vale » Gutiérrez dans la série télévisée argentine Casi Ángeles. Elle a également chanté dans les concerts de Teen Angels 2 et Teen Angels 3. En 2010, Rochi est un nouveau personnage dans le groupe Teen Angels (en), où elle remplace Eugenia Suarez, avec Mariana Esposito, Peter Lanzani, Gastón Dalmau (en) et Nicolás Riera (en).

## Carrière
Rocio Igarzábal a commencé sa carrière en 2008, en jouant Valeria « Vale » Gutiérrez dans la série télévisée Casi Ángeles, créée par la productrice Argentine Cris Morena. Auparavant, elle a joué dans un théâtre amateur. Igarzábal a joué Vale Gutiérrez de 2008 à 2010. Elle a également participé à l'album Teen Angels 2 et Teen Angels 3 et dans le Teen Angels Tour. En 2011, Igarzábal est devenue un personnage principal de Teen Angels, remplaçant Eugenia Suárez. Elle joue de la guitare.

## Vie privée
Rocío est née le 24 août à Buenos Aires en Argentine. Surnommée « Rochi » et « Ro » par ses amies et sa famille, elle est née de Joaquín et Adriana ; elle a deux sœurs, Martina and Lucía. En 2008 elle a commencé à sortir avec Pablo Martinez, mais le couple a rompu à la fin de 2010. Puis au début de 2013, elle sort avec Nicolás Riera (en), mais aucun des deux ne confirme leur liaison. Fin 2013, leur couple est confirmé. En octobre 2014, Rochi part à Cancún, avec ses deux meilleures amies. Elle se sépare de Nicolás, mais assure sur Twitter qu'ils sont toujours aussi amoureux, mais qu'il l'a laissée partir justement, par amour. Elle est connue pour son style végétarien philosophique[Quoi ?] et pour sa pratique du yoga.
Le 30 décembre 2015, elle annonce sur Twitter qu'elle et son nouveau compagnon attendent leur premier enfant. Son nouveau compagnon est argentin mais vit au Mexique, où elle vit maintenant avec lui et sa fille qui est née début Juin 2016, elle s'appelle Lupita Camara.

## Filmographie
Séries Télévisées
- 2008-2010 : Casi Ángeles : Valeria "Vale" Gutiérrez
- 2011 : Super Torpe : Lucia (épisode 23)
- 2012-2013 : Dulce Amor : Brenda Bandi
- 2013 : Taxi

Films
- 2012 : Teen Angels - El Adios 3D : Elle-même
- 2014 : El Desafío